# Marcel Marie Maurice Dubard
Marcel Marie Maurice Dubard (1873 - 1914 ) fue un botánico y profesor francés.
Desarrolló su actividad científica en la Facultad de Ciencias de París, llegando en 1903 a la cátedra de Botánica colonial.

## Algunas publicaciones
- Dubard, M. 1903. Recherches sur les plantes a bourgeons radicaux

- Dubard, M; R Viguier. 1904. Sur l'anatomie des tubercules d'Euphorbia Intisy. C.R. Acad. Sc. París CXXXIX ( 4): 307-309

- Dubard, M. 1906a. Népenthacées de Madagascar et de la Nouvelle Calédonie. Bull. Mus. Hist. Nat., XII, p. 62-67 ; ref. in FEDDE, Repertorium, V, p. 30 .1908

- Dubard, M. 1906b. De l'origine de l'arachide. Bull. Mus. Nat. Hist. (Paris) 12: 340-344

- Dubard, M. 1909. Les Sapotacées du groupe des Isonandrées

- Dubard, M. 1912. Les Sapotacées de groupe des Sideroxylinées

### Libros
- Eberhardt, P; MMM Dubard. 1910. L'arbre a caoutchouc du Tonkin et du Nord-Annam. Bleekrodea tonkinensis (Dubard & Eberh.) Ed. Bibliothèque d'agriculture tropicale. Paris, A. Challamel

- Dubard, M. 1913. Botanique coloniale appliquée. Curso de à la École Supérieure d’Agriculture Coloniale. vi + 347 pp., 146 figs.

- Dubard, MMM, P. Eberhardt. 1917. Le ricin; botanique, culture, industrie et commerce. Paris: Challamel

## Honores

### Eponimia
- (Asteraceae) Helichrysum dubardii R.Vig. & Humbert[1]

- (Malpighiaceae) Sphedamnocarpus dubardi Viguier & Humbert ex Arènes[2]
- La abreviatura «Dubard» se emplea para indicar a Marcel Marie Maurice Dubard como autoridad en la descripción y clasificación científica de los vegetales.[3]